# Cumbre de Moscú (1972)
La Cumbre de Moscú de 1972 fue una reunión cumbre entre el presidente de los Estados Unidos Richard Nixon y secretario general del Partido Comunista de la Unión Soviética Leonid Brézhnev. Se llevó a cabo del 22 al 30 de mayo de 1972. Incluyó la firma del Tratado sobre Misiles Antibalísticos (ABM), el primero de los acuerdos de Limitación de Armas Estratégicas (SALT), como también el llamado Acuerdo sobre Incidentes en el Mar entre Estados Unidos y la Unión Soviética. La cumbre se considera una de las características de la distensión de la época entre los dos antagonistas de la Guerra Fría.[cita requerida]

## Eventos
La cumbre se produjo después de la histórica visita de Nixon a China en 1972 a principios de ese año, y la administración de Nixon pronto concluyó las negociaciones para que el presidente visitara la Unión Soviética.
El 22 de mayo, Nixon se convirtió en el primer presidente estadounidense en visitar Moscú (y sólo el segundo presidente, después de Franklin D. Roosevelt, en visitar la Unión Soviética), cuando él y Henry Kissinger llegaron para iniciar una reunión cumbre con Brezhnev.  La primera dama de Estados Unidos, Pat Nixon, también realizó el viaje.  Nixon y Brezhnev entablaron conversaciones no programadas ese primer día.  Esa misma noche se celebró un banquete en el Kremlin . 
El 23 de mayo, Nixon y el presidente del Presidium del Soviético Supremo, Nikolai Podgorny, firmaron el Acuerdo de cooperación en el ámbito de la protección del medio ambiente . 
El 24 de mayo, Nixon y el primer ministro de la Unión Soviética, Alexei Kosygin, firmaron un acuerdo que allanaba el camino para el proyecto de prueba Apollo-Soyuz . 
El 26 de mayo, Nixon y Brezhnev firmaron dos acuerdos históricos de control de armas nucleares. El tratado SALT I, producto de las Conversaciones sobre Limitación de Armas Estratégicas, congeló el número de lanzadores de misiles balísticos estratégicos en los niveles existentes, mientras que el Tratado sobre Misiles Antibalísticos restringió a ambas partes a sólo dos sitios para misiles antibalísticos, con 100 misiles cada uno. 
El 29 de mayo, Nixon y Brezhnev concluyeron la conferencia con la firma de una declaración conjunta de planes a largo plazo para evitar una confrontación militar y finalmente desarmar. 